# Missões diplomáticas de Maldivas

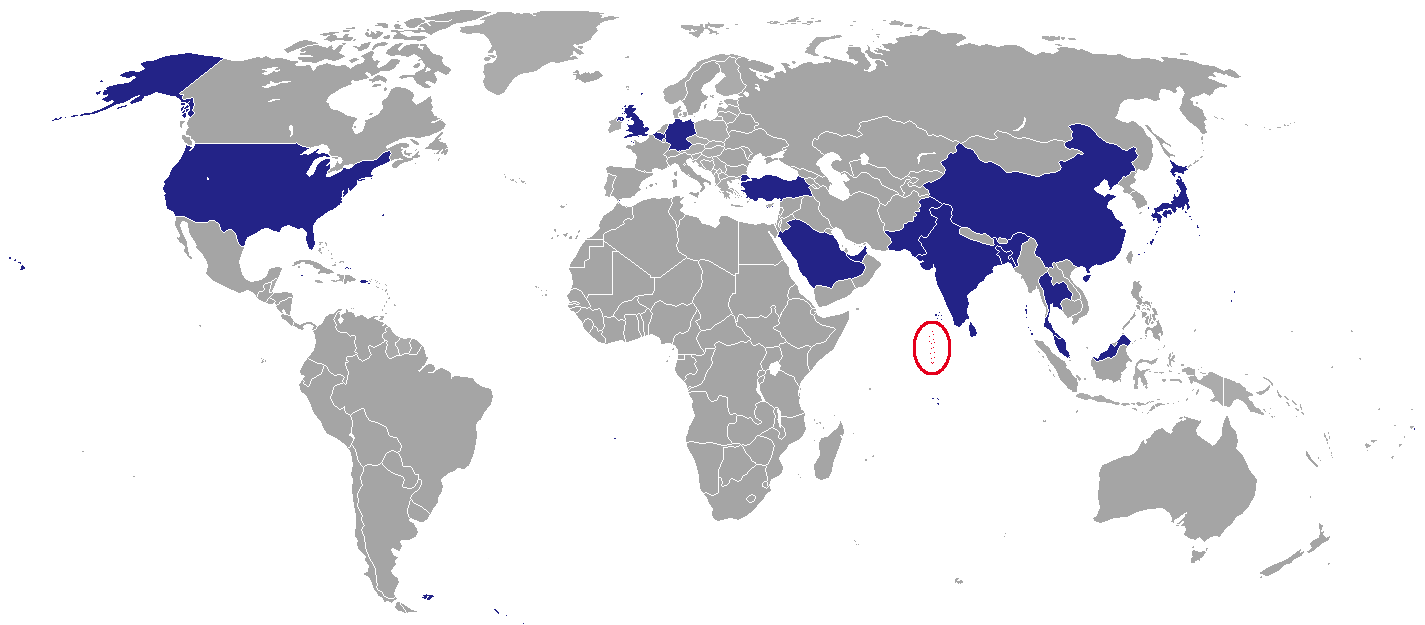
Missões diplomáticas das Maldivas

Abaixo estão listadas as embaixadas, consulados e altas comissões de Maldivas. O país é um arquipélago (conjunto de ilhas) formado por aproximadamente 1 200 ilhas, distribuídas em 26 atóis, localizadas a sul da Índia.

## Europa
- Reino Unido
  - Londres (Alta comissão)

## Ásia
- Arábia Saudita
  - Riad (Embaixada)
- Bangladesh
  - Daca (Alta comissão)
- China
  - Pequim (Embaixada)
- Índia
  - Nova Deli (Alta comissão)
  - Thiruvananthapuram (Consulado)
- Japão
  - Tóquio (Embaixada)
- Malásia
  - Kuala Lumpur (Alta comissão)
- Paquistão
  - Islamabad (Alta comissão)
- Singapura
  - Singapura (Alta comissão)
- Sri Lanka
  - Colombo (Alta comissão)
- Tailândia
  - Bangkok (Embaixada)

## Organizações multilaterais
- Nova Iorque (Missão permanente ante as Nações Unidas)
- Genebra (Missão permanente ante as Nações Unidas)